# Marigul Management
Marigul était une société japonaise créée et détenue conjointement par la société de jeux vidéo Nintendo Co., Ltd. (40 %) et la société d'édition Recruit (60 %). Son nom est une combinaison de la mascotte de Nintendo Mario et celle de Recruit, Seegul.
Marigul a été fondée car la Nintendo 64 ne bénéficiait pas d'un support tiers suffisant. Marigul fournirait un financement pour permettre aux studios de jeux de se concentrer sur la création de jeux. La seule condition était que les studios aient un jeu prêt en cinq ans.

## Studios
Marigul fournissait des services aux studios de jeux vidéo Ambrella, Clever Trick, Noise, Param et Saru Brunei. Bien que Marigul ait été liquidée en mai 2003, Noise continue de faire des jeux, tout comme Ambrella jusqu'à sa dissolution en 2020.

### Saru Brunei
Saru Brunei était une société de développement de jeux vidéo basée à Tokyo ayant travaillé en partenariat avec Nintendo entre 1996 et 2003 avec Marigul Management. Saru Brunei était dirigé par l'ancien concepteur de jeux Nintendo Gento Matsumoto. Matsumoto a été le bras droit de Shigeru Miyamoto pendant 15 ans[réf. nécessaire]. Saru Brunei a fait faillite lors de la liquidation de Marigul en mai 2003.
Saru Brunei était responsable du jeu Nintendo 64 annulé, Doubutsu Banchou (lit. Animal Leader ), qui a été codé par Intelligent Systems. Le studio a ensuite porté le jeu sur la Nintendo GameCube sous le nom de Cubivore : Survival of the Fittest en 2002. Le jeu a été édité par Nintendo au Japon et par Atlus en Amérique du Nord.

### Clever Trick
Clever Trick était une société de développement de jeux vidéo qui travaillait en partenariat avec Nintendo. Clever Trick faisait partie de Marigul Management. Clever Trick développait Echo Delta pour l'accessoire 64DD, mais Nintendo a décidé d'annuler Echo Delta en 1999. Clever Trick a fait faillite lors de la liquidation de Marigul en mai 2003.[réf. nécessaire]